# Campeonato Asiático de Atletismo de 2011 - 1500 m feminino
A prova dos 1500 metros feminino do Campeonato Asiático de Atletismo de 2011 foi disputada no dia 8 de julho de 2011 no Kobe Universiade Memorial Stadium em Kobe,  no Japão.

## Recordes
Antes desta competição, os recordes mundiais e do campeonato nesta prova eram os seguintes:
|                       | Nome             | Nacionalidade | Tempo     | Local  | Data                   |
| --------------------- | ---------------- | ------------- | --------- | ------ | ---------------------- |
| Recorde mundial       | Qu Yunxia        | China         | 3m 50s 46 | Pequim | 11 de setembro de 1993 |
| Recorde do campeonato | Sinimole Paulose | Índia         | 4m 12s 69 | Amã    | 29 de julho de 2007    |
| Recorde asiático      | Qu Yunxia        | China         | 3m 50s 46 | Pequim | 11 de setembro de 1993 |

## Medalhistas
| Ouro                      | Prata                   | Bronze                          |
| Genzeb Shumi Regasa (BHR) | Truong Thanh Hang (VIE) | Jaisha Orchatteri Puthiya (IND) |

## Cronograma
Todos os horários são locais (UTC+9).
| Data       | Hora  | Evento |
| ---------- | ----- | ------ |
| 8 de julho | 17:35 | Final  |

## Final
A final da prova ocorreu dia 8 de julho às 17:35.
| Posição           | Atleta                    | Nacionalidade          | Tempo   | Notas                |
| ----------------- | ------------------------- | ---------------------- | ------- | -------------------- |
| Medalha de ouro   | Genzeb Shumi Regasa       | Bahrein                | 4:15.91 |                      |
| Medalha de prata  | Truong Thanh Hang         | Vietname               | 4:18.40 | Recorde da temporada |
| Medalha de bronze | Jaisha Orchatteri Puthiya | Índia                  | 4:21.41 |                      |
| 4                 | Akane Yabushita           | Japão                  | 4:22.09 |                      |
| 5                 | Betlhem Desalegn          | Emirados Árabes Unidos | 4:24.38 |                      |
| 6                 | Mika Kobayashi            | Japão                  | 4:25.72 |                      |
| 7                 | Rei Ohara                 | Japão                  | 4:28.09 |                      |
| 8                 | Leila Ebrahimymojavery    | Irão                   | 4:28.33 |                      |
| 9                 | Surya Maya Rai            | Nepal                  | 4:43.24 | PB                   |
| 10                | Yiu Kit Ching             | Hong Kong              | 4:46.28 |                      |
| 11                | Rabia Ashiq               | Paquistão              | 4:57.89 |                      |
| 99 !              | Jhuma Khatun              | Índia                  |         | DNF                  |

Legenda
| Recorde mundial       | Recorde mundial (World record)               |                       | Recorde africano                      | Recorde africano (African) |                                           | Q | Classificado por posição (Qualified) |
| Recorde do campeonato | Recorde do campeonato (Championship record)  | Recorde da América    | Recorde da América (Americas)         | q                          | Classificado por melhor tempo (Qualified) |   |                                      |
| Melhor marca do ano   | Melhor marca do ano (World leading)          | Recorde asiático      | Recorde asiático (Asian)              | DNS                        | Não largou (Did not start)                |   |                                      |
| Recorde nacional      | Recorde nacional (National record)           | Recorde europeu       | Recorde europeu (European)            | DNF                        | Não terminou (Did not finish)             |   |                                      |
| Recorde pessoal       | Recorde pessoal do atleta (Personal best)    | Recorde da Oceania    | Recorde da Oceania (Oceania)          | DSQ / DQ                   | Desclassificado (Disqualified)            |   |                                      |
| Recorde da temporada  | Recorde da temporada do atleta (Season best) | Recorde sul-americano | Recorde sul-americano (South America) | NM                         | Sem marca (No mark)                       |   |                                      |